# Mariona Caldentey
María Francesca „Mariona“ Caldentey Oliver (* 19. März 1996 in Felanitx) ist eine spanische Fußballspielerin, die seit 2024 beim englischen Erstligisten Arsenal Women FC spielt. Sie kommt zumeist im Angriff oder im offensiven Mittelfeld zum Einsatz.

## Karriere

### Verein
Mariona Caldentey begann ihre Fußballlaufbahn in der Jugend von CD Felanitx und CD CIDE, bevor sie im Alter von 14 Jahren bei UD Collerense erstmals in einer reinen Frauenmannschaft spielen konnte. Am 17. April 2011 debütierte die damals 15-Jährige in der ersten Mannschaft von UD Collerense, die zu jener Zeit in der Primera División, der höchsten Spielklasse in Spanien, vertreten war. Nach drei Saisons in den Reihen der Mallorquinerinnen, wechselte Mariona im Sommer 2014 zum FC Barcelona. In ihrer ersten Saison konnte sie mit ihrem Team die spanische Meisterschaft gewinnen, sie selbst steuerte dabei in 26 Spielen elf Treffer bei, und debütierte darüber hinaus in der Champions League, wo der FC Barcelona im Achtelfinale am Bristol Academy WFC scheiterte. 2017 und 2018 konnte Mariona jeweils den spanischen Pokal gewinnen. In der Saison 2018/19 erreichte sie mit ihrer Mannschaft erstmals das Finale der Champions League, wo der FC Barcelona jedoch mi 1:4 gegen Olympique Lyon verlor. In der darauffolgenden Spielzeit gewann sie mit ihrer Mannschaft das nationale Triple aus Meisterschaft, Pokal und Supercup. 2020/21 konnte Mariona mit dem FC Barcelona nicht nur die Primera División, bei der sie in 34 Spielen 13 Tore beisteuerte, und die Copa de la Reina gewinnen, sondern triumphierte auch durch ein 4:0 im Endspiel gegen den FC Chelsea in der Champions League, bei der sie in neun Einsätzen zwei Treffer erzielen konnte.
Im Sommer 2024 wechselte sie zum englischen Verein Arsenal Women FC. Im gleichen Jahr wurde sie für den Ballon d’Or féminin nominiert.

### Nationalmannschaft
Mariona bestritt mit der spanischen U17 die EM 2013 und belegte mit ihrem Team den dritten Platz. Bei der U19-EM 2014 stand sie wieder im Aufgebot der Spanierinnen die erst im Endspiel mit 0:1 an den Niederlanden scheiterten. Mit der U20 bestritt Mariona die WM 2016, wo sie mit ihrer Mannschaft im Viertelfinale mit 2:3 nach Verlängerung gegen Nordkorea verlor.
Am 1. März 2017 debütierte Mariona für die A-Nationalmannschaft, die im Turnier um den Algarve-Cup mit 2:1 gegen die Nationalmannschaft Japans in Parchal gewann. Spanien konnte das Turnier durch ein 1:0 im Finale gegen Kanada für sich entscheiden. Bei der Endrunde der EM 2017 stand Mariona im Aufgebot der Ibererinnen, die letztlich im Viertelfinale nach Elfmeterschießen an Österreich scheiterten. Bei der WM 2019 war Mariona abermals Teil des Endrundenkaders, Spanien erreichte das Achtelfinale, verlor dort jedoch mit 1:2 gegen den späteren Turniersieger USA.

## Erfolge
Verein
- UEFA Women’s Champions League (4): 2021, 2023[7], 2024, 2025
- Spanische Meisterschaft (6): 2014/15, 2019/20, 2020/21, 2021/22, 2022/23, 2023/24
- Spanischer Pokal (5): 2017, 2018, 2020, 2021, 2022
- Spanischer Supercup: 2020, 2022, 2023, 2024

Spanische Nationalmannschaft
- Weltmeisterschaft: 2023
- Algarve-Cup: 2017